# Letícia Bufoni
Leticia Bufoni e Silva (São Paulo, 13 de abril de 1993) é uma skatista profissional brasileira, considerada um dos maiores nomes da historia do esporte. Criada no bairro Vila Matilde, aos 14 anos mudou-se para a cidade de Los Angeles, na Califórnia, onde tornou-se uma skatista profissional. Além de ser maior medalhista e vencedora da história do skate de rua no X Games, Letícia representou o Brasil nas Olimpíadas de Tóquio. O reconhecimento como atleta a levou a ser protagonista do reality show Letícia Let's Go, no Canal Off, e personagem do jogo Tony Hawk's Pro Skater 5.

## Biografia
Leticia nasceu no dia 13 de abril de 1993, em São Paulo, e foi criada no bairro Vila Matilde. Começou a andar de skate aos 9 anos de idade e, em 2007, aos 14 anos, mudou-se para Los Angeles, onde profissionalizou-se. Na mudança aos Estados Unidos, foi sozinha, sem a companhia de familiares e sem saber falar inglês.
Antes de tomar a decisão de tornar-se uma skatista profissional, Leticia havia cogitado ser jogadora de futebol, esporte no qual também teve reconhecimento por ser bastante habilidosa. Sua habilidade rendeu um convite para jogar no Juventus, da Mooca, quando tinha 10 anos de idade. Além do skate e do futebol, quando criança também teve destaque no kart ao ser ganhadora de um campeonato. Em 2020, com a suspensão dos campeonatos de skate por conta da pandemia de COVID-19, praticou surfe e wakeboard para manter-se em forma para as competições.
No ano de 2009, foi eleita Personalidade do Ano pela revista Época, ao lado de Ronaldo Nazário. Em 2015, protagonizou Letícia Let's Go, reality show mostrando suas atividades, para o Canal Off, do qual se tornou uma das Off Girls. Também em 2015, passou a ser personagem do jogo Tony Hawk's Pro Skater 5. Outro acontecimento de grande repercussão em 2015 foram suas fotos para a revista The Body Issue, da ESPN, para as quais posou nua.
No mundo do skate, foi criticada por conta da forma como costuma vestir-se, quebrando com o estereótipo das praticantes da modalidade ao usar maquiagem e calças legging. Com mais de 4 milhões de seguidores em suas redes sociais, é também considerada uma influenciadora digital.

## Carreira
No começo da carreira, além de ser a única menina no meio de muitos meninos, não teve o apoio de seu pai, que chegou a quebrar um de seus skates. O motivo foram as ameaças físicas que Leticia sofria dos meninos com os quais andava de skate, que não aceitavam seu destaque em relação a eles. No entanto, ao perceber seu talento, a família a incentivou. Superando estas dificuldades, marcou a história do skate por ter sido a primeira mulher a ter patrocínio da Nike, a primeira mulher a a figurar na capa da revista The Skateboard Mag e por fazer parte da primeira seleção brasileira da história da do skate. 
Leticia Bufoni é uma das atletas de maior reconhecimento do skate. Dois anos após chegar em Los Angeles, em 2009, foi vencedora da copa Maloof Money, faturando 25 mil dólares na premiação. No dia 17 de julho de 2021, na edição californiana dos X Games, tornou-se a maior vencedora da história da competição, conquistando sua sexta medalha de ouro. No X Games, também foi premiada com medalhas de prata em 2010, 2012 e 2018 e bronze em 2011, 2014 e 2017. Estes números a tornaram a terceira mulher com maior número de medalhas em competições organizadas pela ESPN.
Em 2021, ao chegar à etapa final do campeonato mundial de skate de rua, conquistou uma vaga nos Jogos Olímpicos de Verão de 2020, em Tóquio.

## Vida pessoal
O pai de Leticia se chama Jaime José da Silva. A mãe se chama Claudete Bufoni Crud. Leticia já publicou uma carta aberta ao pai através do portal "The Players Tribune". Ela não tem filhos e não é casada.

## Histórico de conquistas

### X Games
| Ano  | Edição        | Local         | Modalidade                     | Lugar       |
| ---- | ------------- | ------------- | ------------------------------ | ----------- |
| 2010 | 16            | Los Angeles   | Skateboard Street              | 2° - Prata  |
| 2011 | 17            | Los Angeles   | Skateboard Street              | 3° - Bronze |
| 2012 | 18            | Los Angeles   | Skateboard Street              | 2° - Prata  |
| 2013 | Foz do Iguaçu | Foz do Iguaçu | Skateboard Street              | 1° - Ouro   |
| 2013 | Barcelona     | Barcelona     | Real Women Multi Sport (vídeo) | 1° - Ouro   |
| 2013 | Los Angeles   | Los Angeles   | Skateboard Street              | 1° - Ouro   |
| 2014 | Austin        | Austin        | Skateboard Street              | 3° - Bronze |
| 2017 | Minneapolis   | Minneapolis   | Skateboard Street              | 3° - Bronze |
| 2018 | Noruega       | Noruega       | Skateboard Street              | 1° - Ouro   |
| 2018 | Sydney        | Sydney        | Skateboard Street              | 2° - Prata  |
| 2019 | Shanghai      | Shanghai      | Skateboard Street              | 1° - Ouro   |
| 2021 | Los Angeles   | Los Angeles   | Skateboard Street              | 1° - Ouro   |